# 云南省铁路运输

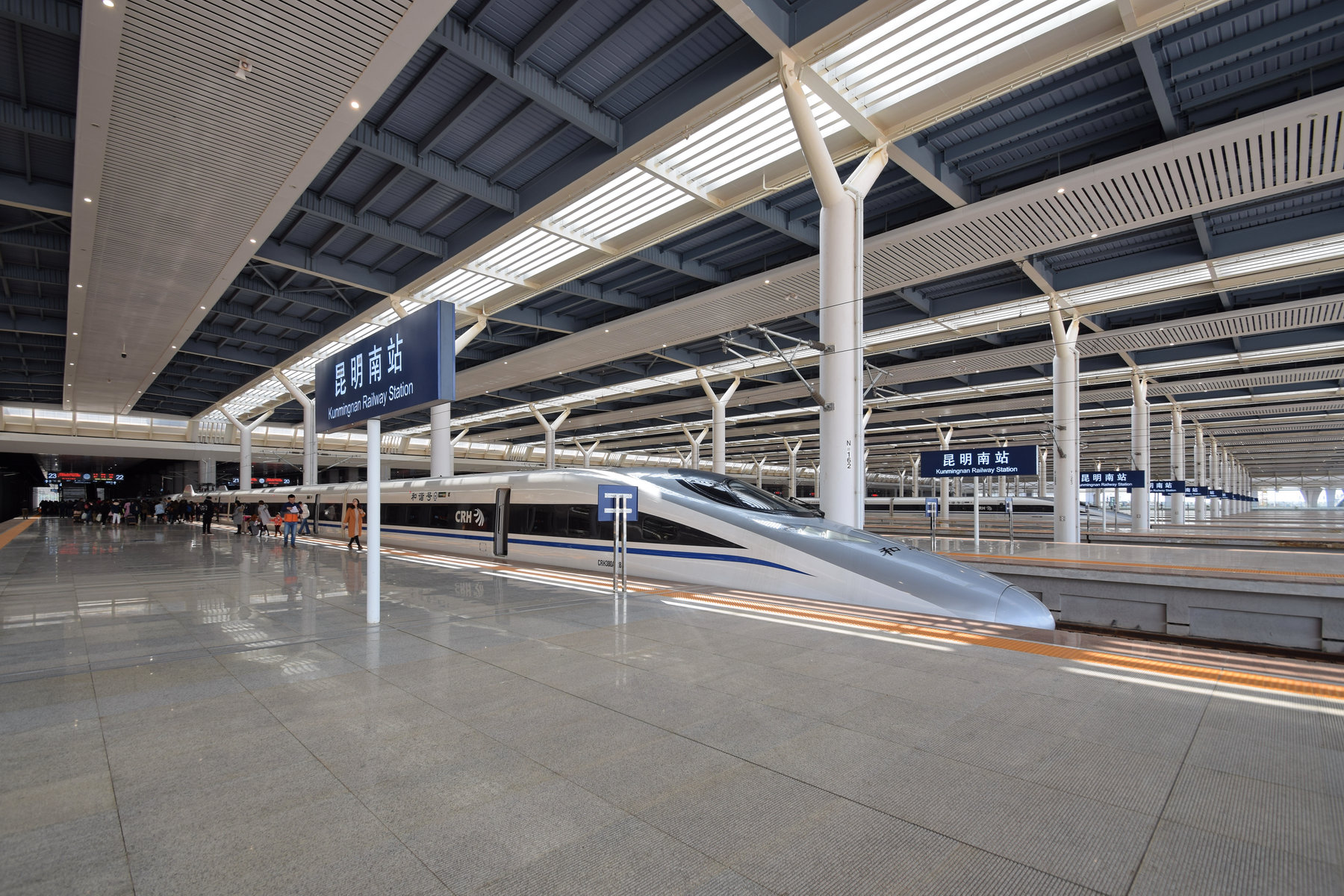
和谐号CRH380A电力动车组停靠在昆明南站

云南铁路包括在中国云南省境内建设、运营、规划以及已停用的铁路线。云南省第一条铁路昆河铁路于1910年通车，是中国的第一条国际铁路，后又相继通车几条铁路与全国铁路网相连接。至2009年底，云南省铁路营业里程为2308.4公里，排名全国第18位。按照规划，云南将在2020年形成「八入滇，四出境」的铁路格局。

## 历史

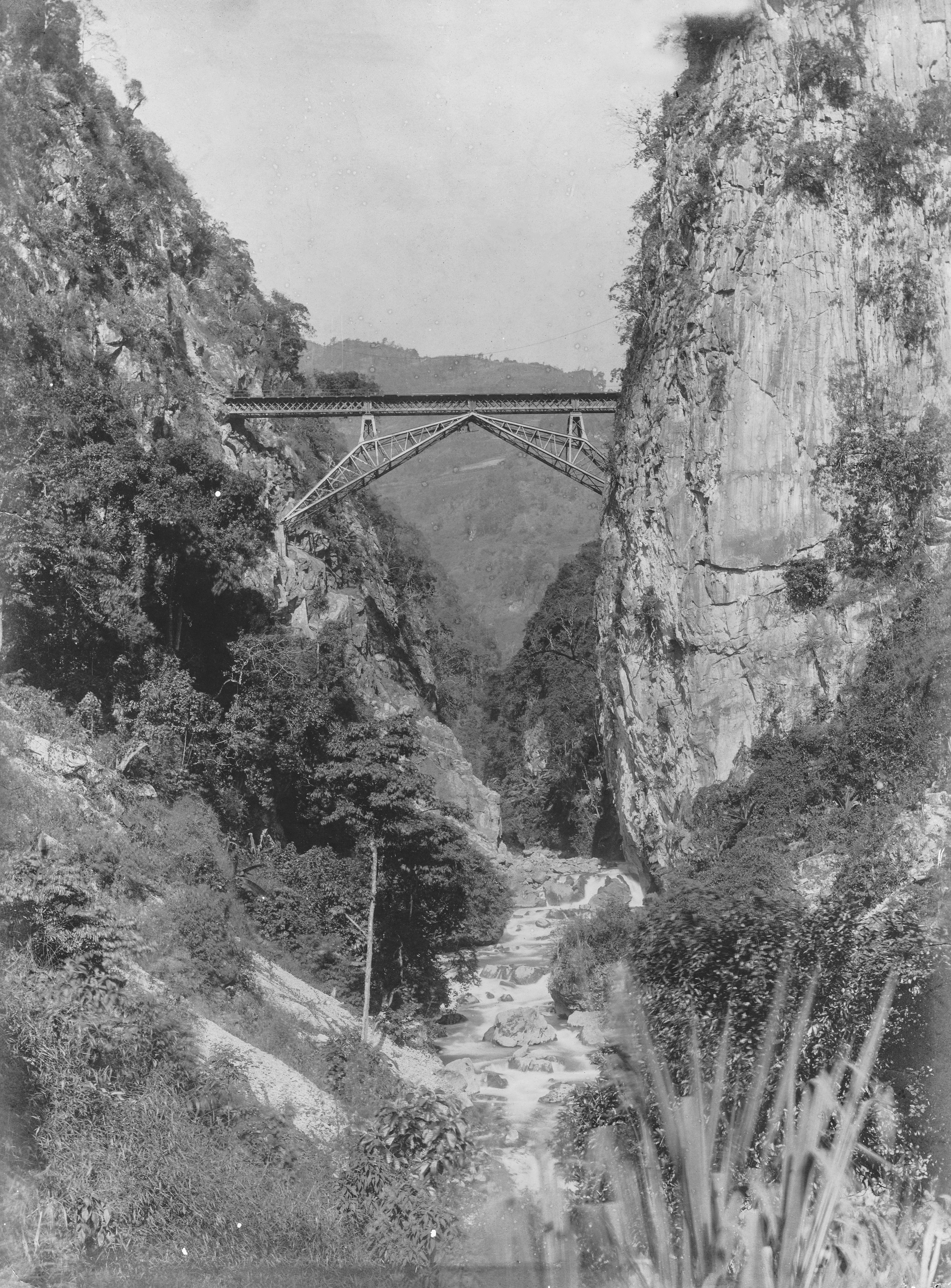
滇越铁路上的人字桥

1910年4月1日，北起昆明，南经河口，直至越南海防的滇越铁路全线通车运营，云南省拥有了中国西部地区最早建成的铁路，这是一条由法国工程师设计的窄轨铁路，是中国的第一条国际铁路。铁路的经营权由法国滇越铁路公司据有。1943年8月1日，中国政府与法国政府断交，并接收滇越铁路，成立"滇越铁路滇段管理处"，负责滇越铁路云南段的运营管理。1948年7月1日，国民政府交通部将滇越铁路滇段管理处与川滇铁路公司合并，成立"昆明区铁路管理局"，统一管理云南境内的米轨铁路。1950年10月，改称昆明铁路管理局，1958年更名为昆明铁路局。1970年8月1日，昆明铁路局成立昆明、开远铁路分局，分别管理准、米轨铁路的运输经营。1986年1月1日，昆明铁路局撤销，并入成都铁路局。1997年4月1日，经国务院批准，撤销昆明、开远铁路分局，重组昆明铁路局。
1949年，云南省境内铁路全长826.6公里，通车里程仅649.4公里，除与越南铁路连接外，全部为境内铁路。1966年7月1日，贵昆铁路全线建成通车运营，云南省在拥有铁路56年之后，才实现与全国路网的沟通，结束"火车不通国内通国外"的现状。此后，成昆铁路、南昆铁路、广大铁路、昆玉铁路及其支线等先后建成。1998年建成年吞吐量117万吨的昆明东站集装箱货场；2004年12月，新昆明火车站竣工，每日接发旅客列车由14对增至50对，每日旅客聚集人数由原来的1500人增至7000人；2009年，大丽铁路建成通车。至2009年，云南境内铁路里程延长至3674.37公里，较建国初期增加2820.77公里，云南每万平方公里拥有铁路里程由建国初期的21公里增加至93.9公里。
2016年12月28日，随着沪昆客专、云桂铁路全线的通车，云南成为中国大陆第29个开通高铁的省级行政区，由此云南铁路进入高速时代。

## 铁路线路

### 高速铁路
- 沪昆客运专线：国家《中长期铁路网规划》中"四纵四横"的快速客运通道之一，全长2266公里，云南段全长184.7公里，设计速度300公里/小时，预留350公里/小时提速条件。已于2010年3月26日召开建设动员大会，9月正式开工建设。2016年12月28日全线通车运营。
- 南昆客運專線：南宁-昆明，全长710公里，Ⅰ级复线电气化铁路。云南段全长434公里，设计时速250公里/小时，是云南省境内里程最长、标准最高、覆盖区县最多、投资规模最大的铁路项目，于2010年6月开工建设。2016年12月28日全线通车运营。
- 楚大铁路：正线全长175公里，旅客列车设计时速为200公里。已于2010年9月10召开建设动员大会，2012年11月正式开工建设，2018年7月1日通車。

### 既有线路

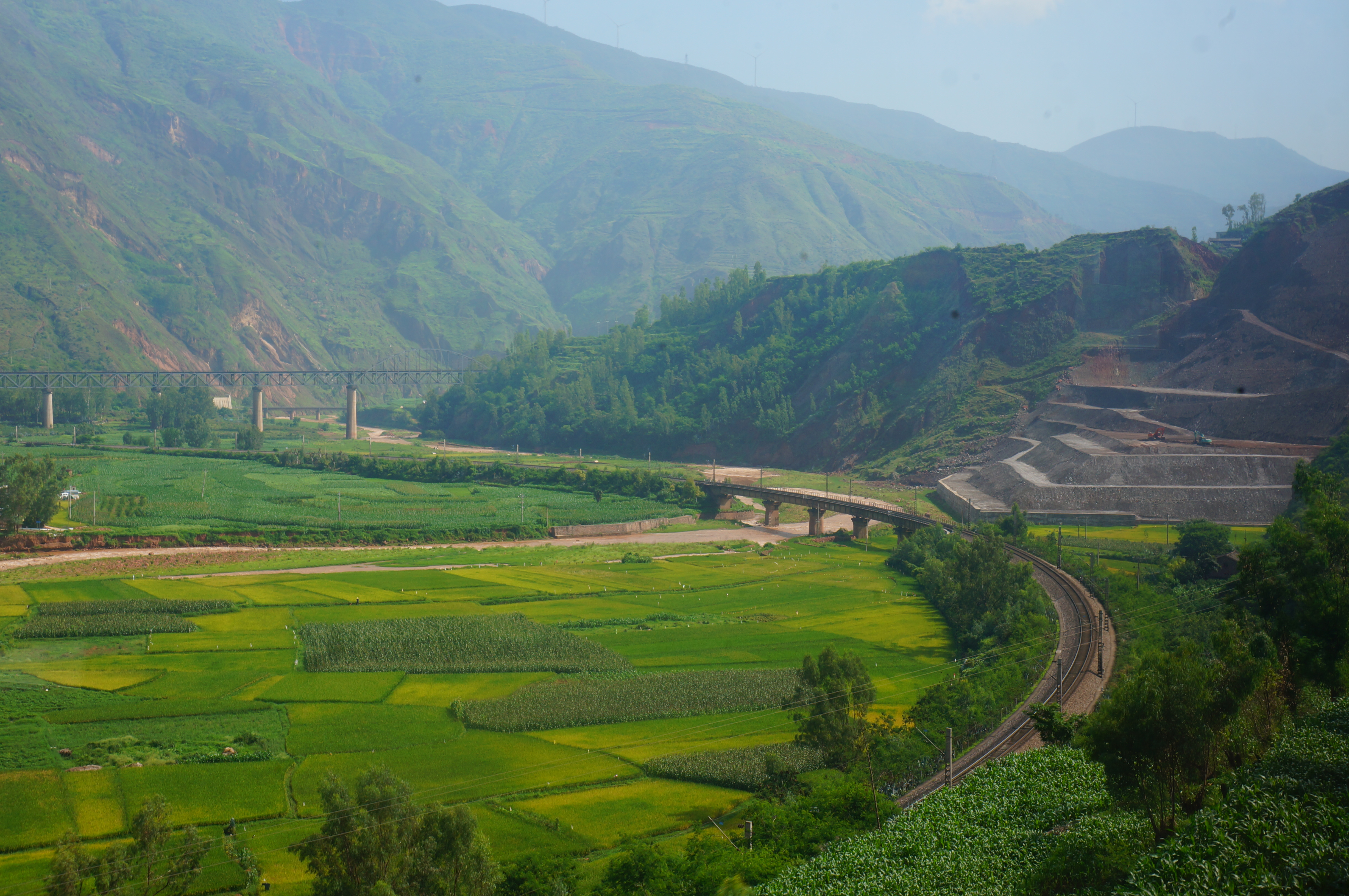
成昆铁路法拉展线

- 昆河铁路：昆明-河口，1910年通车，全线长465公里。米轨铁路。
- 沪昆铁路：贵阳-昆明，1966年贵昆端通车运营，全长642.7公里，云南境内341公里，为云南省第一条出省准轨铁路。2012年底实现双线电气化，现为国家Ⅰ级双线电气化铁路。
- 成昆铁路：成都-昆明，1970年通车运营，全长1083公里，云南境内282公里，为中国第一条一次性建成的内燃牵引的一级准轨铁路干线。2000年实现电气化，国家Ⅰ级双线电气化铁路。
- 南昆铁路：南宁-昆明，1997年通车运营，总长899.68公里，其中运营长度895.87公里，云南境内308公里。是中国第一条一次建成的电气化一级干线铁路，国家Ⅰ级电气化铁路。
- 广大铁路：广通-大理，1998年通车运营，全长206公里，国家Ⅱ级铁路。
- 昆玉铁路：昆阳-玉溪，1998年通车运营，全长55.4公里，是中国第一条地方投资修建的铁路。2009年6月开始扩能改造，线路全长52.6 km，设计时速200 km。昆玉铁路扩能改造于2016年12月15日通车运营。
- 大丽铁路：大理-丽江，2009年9月通车运营，全长162.4公里，设计时速120公里。支线仁丽铁路，全长约16公里，2011年10月开通运营。
- 昆玉铁路扩能改造：线路全长52.6 km，设计时速200 km，于2009年6月召开建设动员大会，2016年12月28日開通。
- 玉蒙铁路：玉溪-蒙自，线路全长约141 km，设计时速120 km，2005年12月15日开工。2013年2月23日，玉蒙铁路正式开通运营。
- 蒙河铁路：蒙自-河口，线路全长140 km，设计时速120 km，2008年12月开工建设。是云南国际铁路通道（泛亚铁路）东线的重要组成部分，自河口口岸出境通往越南。2014年9月建成通车。
- 昆明枢纽扩能改造：西起温泉站，连接既有成昆线；东至昆明东站，连接既有贵昆线、南昆线至昆明南站，与云桂铁路、沪昆客专相连；南端通过昆阳至玉溪，与玉蒙铁路、蒙河铁路相连。投资约94亿，于2009年6月30日开工建设。
- 昆明铁路枢纽东南环线，是昆明铁路枢纽扩能改造工程的一部分，主要将昆玉铁路、读书铺站至昆阳段铁路、以及新建昆明南站与云桂铁路、沪昆客专相连，形成环滇池的快速铁路网。线路全长约39 km，全部为区间无缝线路，是全自动闭塞的Ⅰ级复线电气化铁路，设计时速200 km，投资总额约29.6亿元，已于2010年3月开工建设。
- 昆明至广通复线：昆明-广通，属成昆铁路扩能改造的一部分，时速200公里，双线电气化山区铁路，线路全长约106 km，2007年10月开工，2013年12月27日建成通車。
- 广通至永仁擴能改造：属于成昆线扩能改造的一部分，全长约127km，工程设计为国家I级电气化双线铁路，速度目标值160km/h。元谋西至甸尾区间于2019年10月9日竣工通车，攀枝花南至永仁段于2020年1月9日通车[5]。
- 玉磨铁路：玉溪-磨憨，时速160公里的电气化铁路，线路全长507.4公里，于2016年4月19日开工建设，2021年12月3日开通运营。玉磨铁路在磨憨站接轨磨万铁路，是连接昆明至老挝首都万象的中老铁路的一部分。[6]
- 麗香鐵路:麗香鐵路是中華人民共和國雲南省的一條鐵路，連接麗江市和迪慶藏族自治州香格里拉市，也是規劃中滇藏鐵路的重要組成部分。鐵路由麗江站引出，經虎跳峽附近跨越金沙江，經小中甸至香格里拉，全長139公里。線路標準為國鐵I級，全線採用電力牽引，旅客列車設計行車時速140公里/小時，2023年11月26日正式通車，來往香格里拉至昆明最快4.5小時。

### 地下鐵鐵路
- 昆明地鐵

### 在建线路
进入“十一五”后，云南铁路进入了建设高潮期，截至2012年12月，相继有13个铁路项目开工建设。
- 大瑞铁路保瑞段：保山-瑞丽，长196公里，线路设计时速为每小时140公里。已于2011年5月召开建设动员大会。
- 渝昆高速铁路：渝昆铁路为国家铁路网规划的郑州-重庆-昆明铁路通道，按客运专线进行建设。云南段线路全长420km，速度目标值250km/h，总投资估算为488亿元。已于2019年9月开始建设。

### 规划铁路
- 丽江-攀枝花-昭通铁路：本线定位为客货共线、连接中国西南地区东西向的快速铁路干线。云南段线路全长380km，I级双线电气化铁路，速度目标值200km/h，总投资估算为450亿元。
- 保山-腾冲-猴桥铁路：该段线路全长120公里，I级电气化铁路，速度目标值140km/h，投资约84亿元。昆明-大理-保山-猴桥铁路也是云南省提出的构建亚欧第三大陆桥的国内段重要组成部分。该线从猴桥出境后连接缅甸-印度到达印度洋。[8]

### 停办铁路
- 蒙宝铁路：蒙自-宝秀，寸轨铁路，1936年通车，为最早建成的民营铁路之一，全长177公里，1988年、1990年客运和货运业务相继停办。

## 图片集

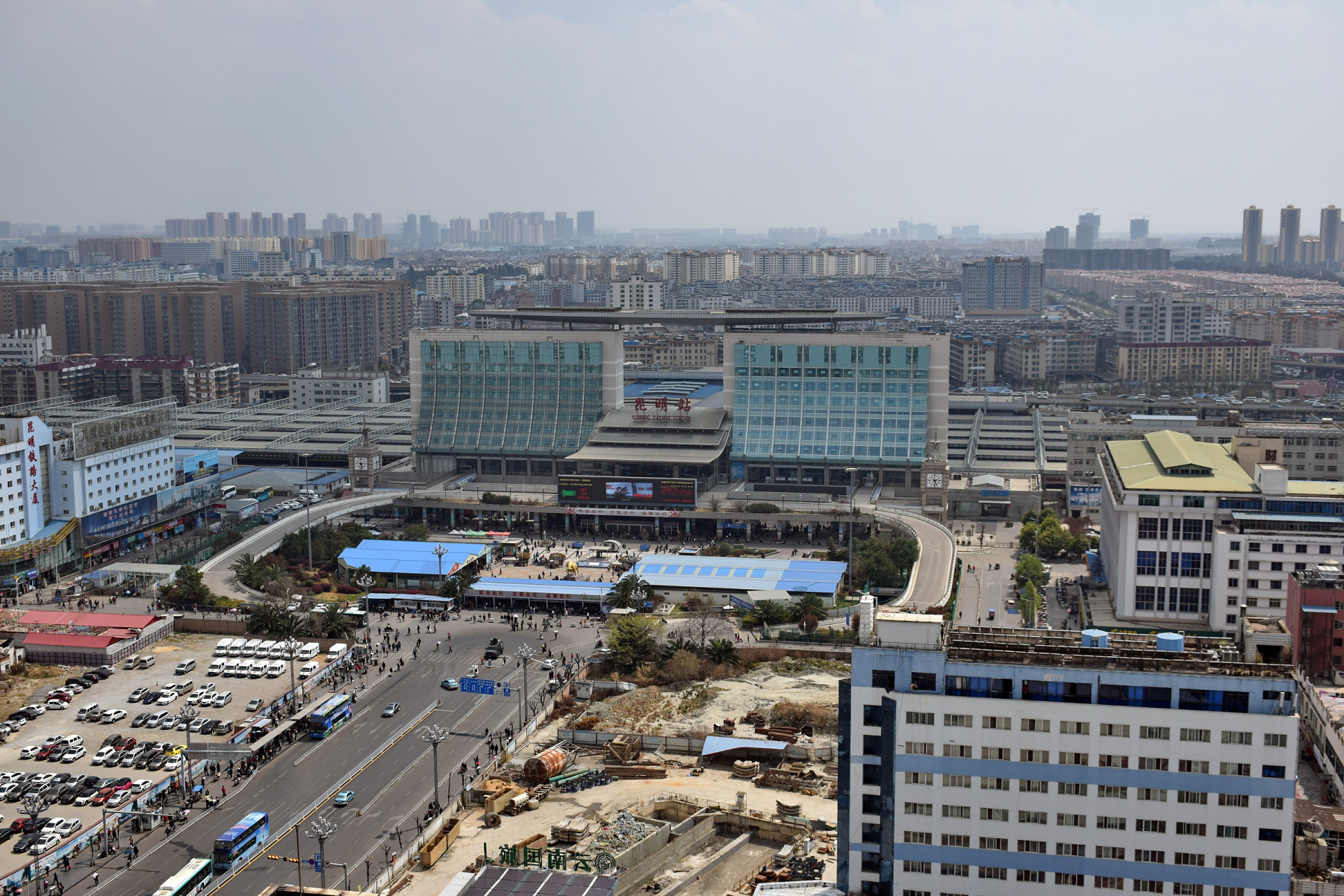
昆明站
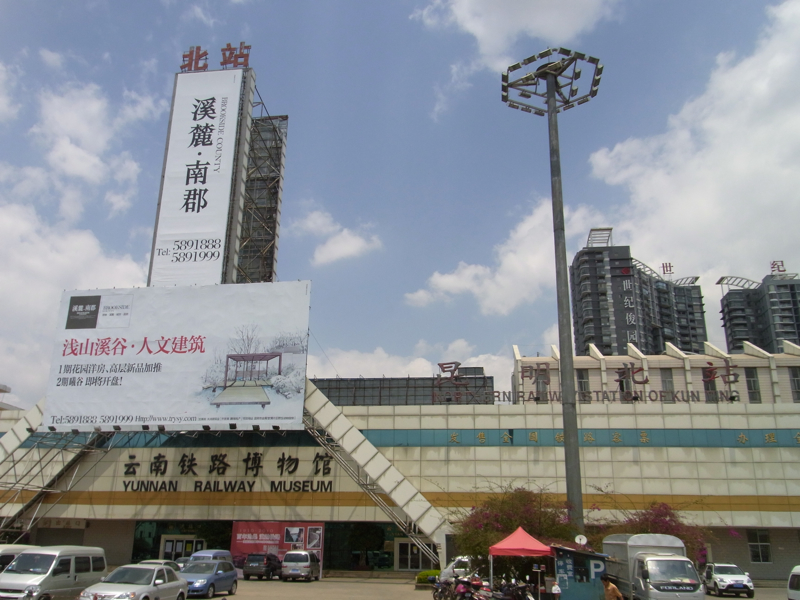
昆明北站
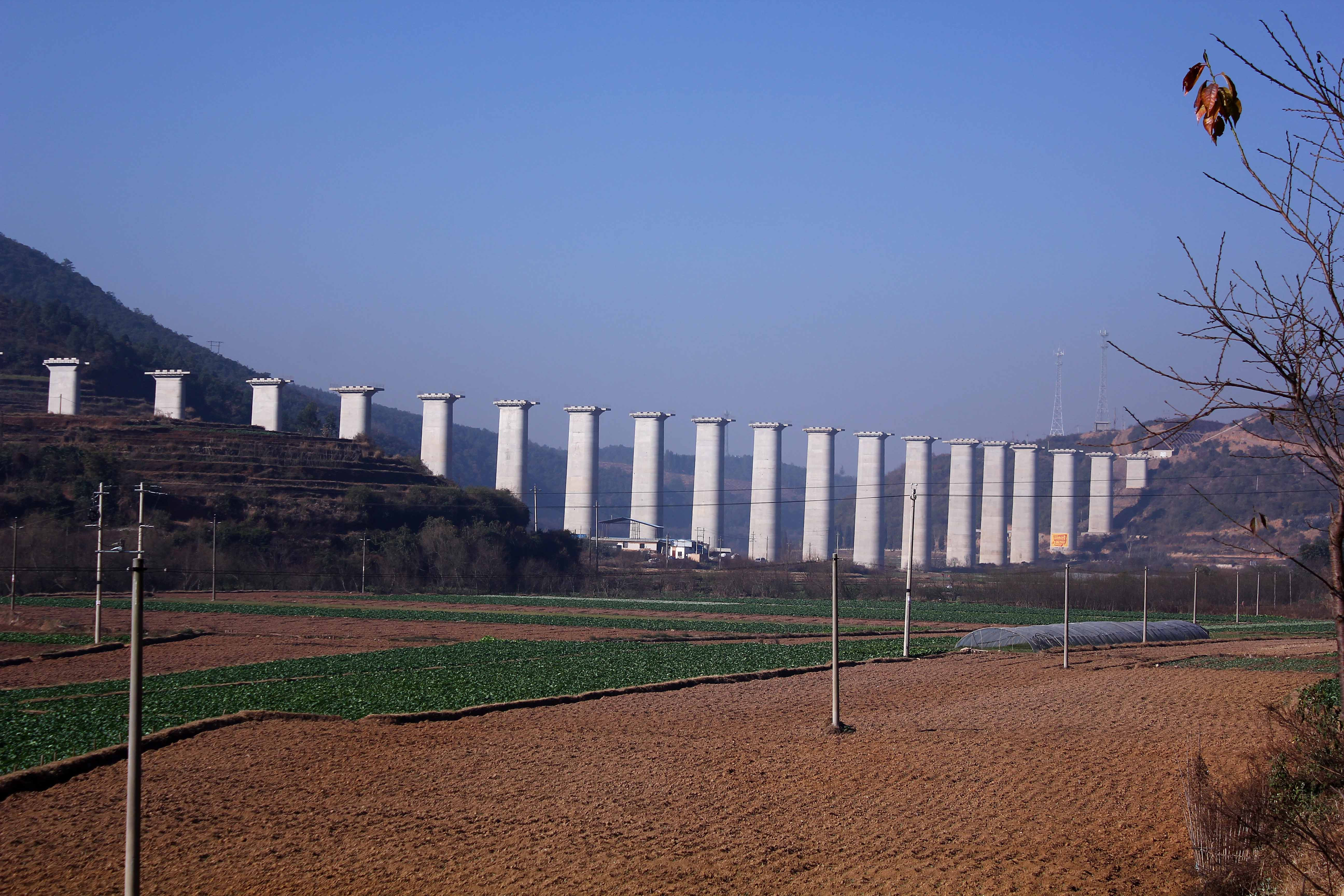
建设中的昆广复线
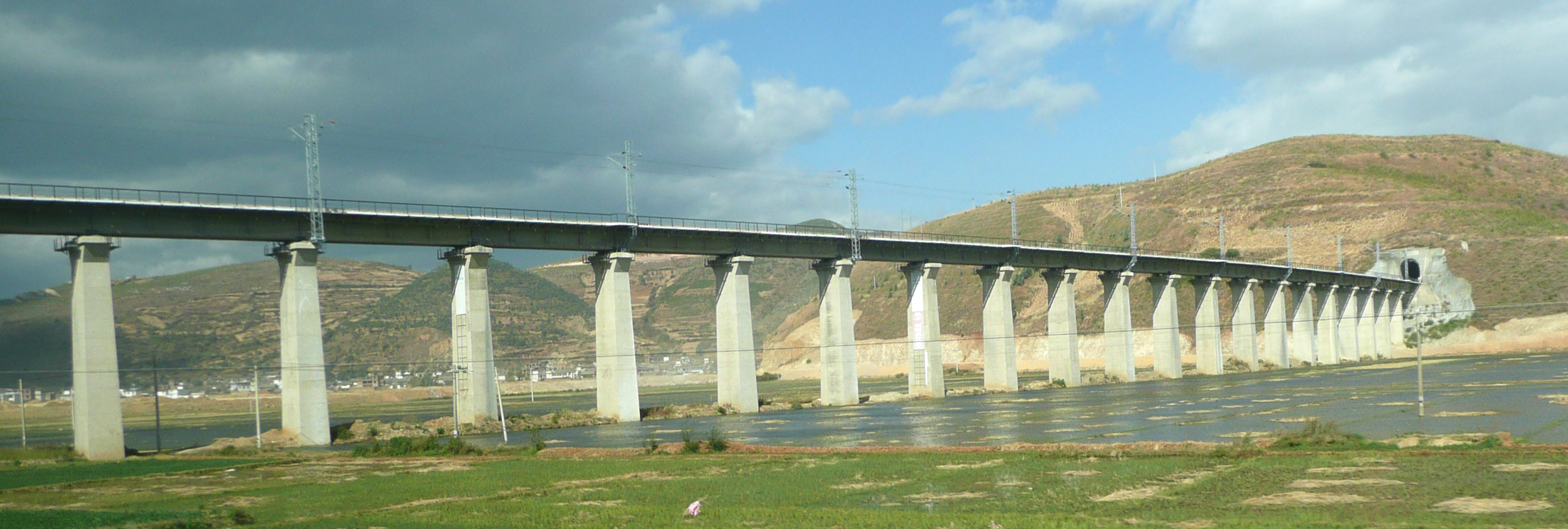
大丽铁路
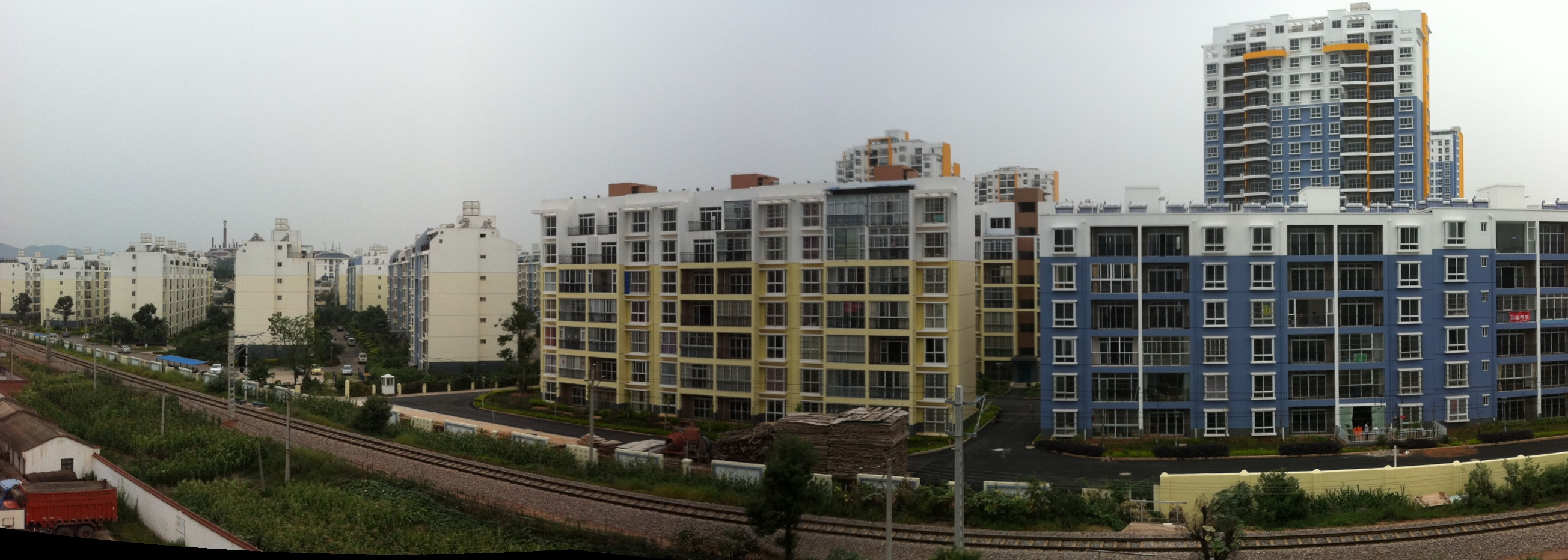
广大铁路